# Californication (노래)
〈Californication〉은 레드 핫 칠리 페퍼스의 일곱 번째 음반 《Californication》 (1999년)에 수록된 곡이다. 2000년에 싱글로 발매된 이 곡은 미국 빌보드 핫 100에서 69위, 영국 싱글 차트에서 16위, 《빌보드》 메인스트림 록 트랙과 모던 록 트랙 차트에서 1위에 올랐다. 그것은 아이슬란드의 세 번째 《Californication》 싱글이었다.
〈Californication〉은 밴드의 가장 인기 있고 가장 많이 공연된 라이브 곡 중 하나로 남아, 라이브 데뷔 이후 거의 모든 세트리스트에 등장했고 500곡 이상의 공연과 함께 이 밴드의 세 번째로 가장 많이 공연된 곡이 되었다.

## 녹음
키디스의 저서 《스카 티슈》에서 저자는 밴드가 이 곡을 하나로 묶는 데 엄청난 어려움을 겪었다는 사실을 밝힌다. 키디스는 자신이 작곡한 것 중 최고라고 생각되는 가사를 썼지만 밴드는 노래가 음악적으로 어떻게 들릴지 결정할 수 없었다.
이 곡과 분투하는 동안, 그들은 이 곡을 음반에 수록하기 위해 제 시간에 끝낼 수 없을 것 같았고, 어느 날 프루시안테가 스튜디오로 걸어 들어가 "알아냈다"고 소리쳤다. 그는 이 곡을 그가 시각화하면서 연주했고, 이 곡은 〈Under the Bridge〉가 구상된 방식과 유사하게 레드 핫 칠리 페퍼스의 가장 큰 히트곡 중 하나가 된 후 생각할 수 있는 곡이었다.

## 뮤직 비디오
조너선 데이턴과 밸러리 패리스가 연출한 이 비디오는 캘리포니아주의 한 환경에서 밴드 멤버들 각각을 일종의 모험으로 묘사한 가상의 오픈 월드 비디오 게임의 형태를 취하고 있다. 〈Californication〉의 뮤직 비디오는 유튜브에서 가장 많이 본 영상으로 조회수 8억 건을 넘어섰다.

## 라이브 퍼포먼스
〈Californication〉은 밴드의 세 번째로 가장 많이 공연된 곡으로 1999년 이후 거의 모든 쇼에서 공연되었다.

## 인증
| 국가                                                            | 인증        | 판매량/출하량 |
| --------------------------------------------------------------- | ----------- | ------------- |
| 덴마크 (IFPI Danmark)                                           | 플래티넘    | 90,000        |
| 이탈리아 (FIMI)                                                 | 2× 플래티넘 | 100,000       |
| 영국 (BPI)                                                      | 플래티넘    | 600,000       |
| 미국 (RIAA)                                                     | 골드        | 500,000^      |
| ^출하량을 기반으로 한 인증 · 판매량+스트리밍을 기반으로 한 인증 |             |               |